# Reprezentacja Macedonii Północnej w koszykówce kobiet
Reprezentacja Macedonii Północnej w koszykówce kobiet – drużyna, która reprezentuje Macedonię w koszykówce kobiet. Za jej funkcjonowanie odpowiedzialny jest Macedoński Związek Koszykówki.